# Vasantha Marial Anthony
Vasantha Marial Anthony est une karatéka malaisienne née le 25 mars 1977 et qui vivait à Kuala Lumpur fin 2006. Elle est connue pour avoir remporté la médaille d'argent en kumite individuel féminin moins 48 kilos aux XVe Jeux asiatiques puis la médaille d'or dans la même épreuve aux championnats d'Asie de karaté 2007 l'année suivante. 

## Résultats
| Résultat      | Date             | Épreuve                   | Catégorie | Compétition                | Ville hôte                              |
| ------------- | ---------------- | ------------------------- | --------- | -------------------------- | --------------------------------------- |
| médaille d'or | Mai 2005         | Kumite individuel - 48 kg | Seniors   | Championnats d'Asie 2005   | Macao, en République populaire de Chine |
| 5e place      | Octobre 2006     | Kumite individuel - 53 kg | Seniors   | Championnats du monde 2006 | Tampere, en Finlande                    |
| [ 4 ]         | 12 décembre 2006 | Kumite individuel - 48 kg | Seniors   | Jeux asiatiques 2006       | Doha, au Qatar                          |
| médaille d'or | 24 août 2007     | Kumite individuel - 48 kg | Seniors   | Championnats d'Asie 2007   | Nilai, en Malaisie                      |